# Ramón Altarriba y Villanueva
Ramón Altarriba y Villanueva, Altarriba 1. grófja, Sangarrén 24. bárója (Bayonne, 1841. augusztus 30. – Madrid, 1906. április 1.), spanyol karlista politikus, földbirtokos, kiadó és katona. A harmadik karlista háború alatt zászlóalj méretű legitimista egységeket vezényelt. A pártot kongresszusi képviselőként képviselte 1879-1881 és 1886-1890 között. Az 1890-es években és az 1900-as évek elején pártvezetőként tevékenykedett Ó-Kasztília régiójában.

## Család és fiatalkor
Ramón Altarriba y Villanueva a jeles arisztokrata aragóniai Altarriba családba született, mely katalán származású volt.
Felnőve feleségül vette Rosa Guerra y Serbit. Nem sokat tudni erről a házasságról, leszámítva azt, hogy felesége 1875-ben meghalt. Gyermekük nem született. Ezután megismerte María de la Blanca Porcel y Guiriort (1859-1940), és idővel két fiuk született: Ramón és Jaime Altarriba y Porcel (1884–1936). Utóbbi csatlakozott a katonasághoz és tüzér lett. 1934-ben a Comunión Tradicionalista nevű párt pénzügyi részlegének vezetője volt. Az 1936-os puccs idején halt meg a köztársaságpárti milícia fogságában.

## Katonaként
1859-ben a fiatal Altarriba csatlakozott a hadsereghez. 1860 januárjában  Antonio Ros de Olano parancsnoksága alatt részt vett a castillejosi csatában, majd a cabo negrói csatában. Érdemeiért kitüntették. 1860 végén az egysége visszatért a zaragozai laktanyába. Ekkoriban barátkozott össze Nicolas Estevanez Murphyval. A következő évben folytatta katonai pályafutását, de erről sok részlet nem ismert. Az 1868-as forradalom után kérte a leszerelését, de 1871-ben visszatért a hadsereghez.